# Gerhard Oberkofler
Gerhard Oberkofler (* 3. August 1941 in Innsbruck) ist ein österreichischer marxistischer Historiker.

## Leben
Oberkofler maturierte 1959 in Feldkirch und begann anschließend ein Studium der Geschichte und Kunstgeschichte an der Universität Innsbruck. Im ersten Halbjahr 1963 war er wissenschaftliche Hilfskraft bei Nikolaus Grass. 1964 wurde er 22-jährig mit einer von Hans Kramer und Franz Huter approbierten, später in ihrem Hauptteil gedruckten Arbeit zur regionalen Bildungsgeschichte Vorarlbergs zum Dr. phil. promoviert. Nach dem Präsenzdienst beim österreichischen Bundesheer war Oberkofler von 1965 bis 1966 am Wiener Institut für Österreichische Geschichtsforschung und wechselte 1966 als Assistent bei Franz Huter nach Innsbruck. 1968 übernahm Oberkofler eine Anstellung als wissenschaftlicher Beamter am Innsbrucker Universitätsarchiv, dessen ehrenamtliche Leitung Franz Huter übernommen hat. 
1973 erhielt Oberkofler den österreichischen Theodor-Körner-Preis, 1974 wurde er Mitglied des beim BMfWuF neu eingerichteten Projektteams „Geschichte der Arbeiterbewegung“, 1978 erlangte er die Habilitation im Fachbereich „Neueste Österreichische Geschichte mit besonderer Berücksichtigung der Wissenschaftsgeschichte“. 1983 wurde Oberkofler zum Universitätsprofessor ernannt. Gleichzeitig leitete er für die darauffolgenden neunzehn Jahre das Innsbrucker Universitätsarchiv, bis er 2002 in den Ruhestand trat.
Oberkofler war bis zu seinem Austritt nach 2000 Mitglied der Kommunistischen Partei Österreichs, für die er bei den Nationalratswahlen 1979, 1983 und 1986 auf der Liste Tirol kandidierte; 2008 kandidierte er bei den Innsbrucker Gemeinderatswahlen für die „Linke in Tirol“ (ATIGF). Oberkofler gehörte zum Herausgeberkreis der Korrespondenz fortschrittlicher Hochschullehrer und Wissenschaftler – Fortschrittliche Wissenschaft (1976 bis 1993). 1993 war Oberkofler Gründungsmitglied der Alfred Klahr Gesellschaft und deren Vizepräsident bis Ende 2014. Weiters zählte er zu den Mitgliedern des Internationalen Beirats der Zeitschrift Topos – Internationale Beiträge zur dialektischen Theorie. Oberkofler war Autor in Die Presse, Der Standard und junge Welt, ist regelmäßiger Autor in RotFuchs und auf den Websites der DKP und der Partei der Arbeit Schweiz, Kanton Zürich vertreten und ist Gastkommentartor und Feuilletonist der online erscheinenden Zeitung der Arbeit, dem Zentralorgan der marxistisch-leninistischen Kleinstpartei Partei der Arbeit Österreichs sowie der Mitteilungen der Kommunistischen Plattform Die Linke. Der österreichisch-israelische Journalist Karl Pfeifer hat Oberkofler einen „Altstalinisten“ benannt.
Oberkofler verfasste Publikationen zur (alt-)österreichischen, deutschen und schweizerischen Wissenschaftsgeschichte, wobei er sich ab der Mitte der 1970er Jahre mit einer marxistisch-leninistischen Position vor allem der Aufarbeitung der NS-Vergangenheit im akademischen Milieu und den Biografien österreichischer, vor allem jüdischer Wissenschaftler widmete. Ebenso beschäftigte er sich mit der Geschichte der Arbeiterbewegung; seit 1974 legte er hierzu erste Arbeiten für den Tiroler Raum vor. Seit Ende der 1980er Jahre befasste er sich u. a. mit der Befreiungstheologie.

## Schriften (Auswahl)

### Monografien
- Die geschichtlichen Fächer an der Philosophischen Fakultät der Universität Innsbruck 1850–1945 (= Veröffentlichungen der Universität Innsbruck. 39). Innsbruck 1969.
- Vorarlbergs Weg zur modernen Schule. OStR Dr. Armin Wirthensohn. Direktor der Pädagogischen Akademie des Bundes in Vorarlberg: Ein paar Worte zum Geleit (= Schriften zur Vorarlberger Landeskunde. 7). Vorarlberger Verlagsanstalt Dornbirn 1969.
- Geschichte und Bestände des Universitätsarchivs Innsbruck (= Forschungen zur Innsbrucker Universitätsgeschichte. 8). Innsbruck 1970.
- Februar 1934. Die historische Entwicklung am Beispiel Tirols. Hrsg. von der SPÖ Tirol, Innsbruck 1974.
- Die Matrikel der Universität Innsbruck. Dritte Abteilung: Matricula Universitatis 1764/65–1791/92, 3 Bände, Innsbruck 1974–1984.
- Die Rechtslehre in italienischer Sprache an der Universität Innsbruck (1864–1904) (= Forschungen zur Innsbrucker Universitätsgeschichte. 11). Innsbruck 1975.
- Arbeiterbewegung in Tirol. Ein Beitrag zu ihrer Geschichte vom Vormärz bis 1917. Hrsg. von der SPÖ Tirol, Innsbruck 1976.
- Die  Tiroler Arbeiterbewegung. Von den Anfängen bis zum 2. Weltkrieg. Mit einem Vorwort von Kar R. Stadler. Europaverlag Wien 1979;[7] 2., erweiterte Aufl. mit einem Vorwort von Helmut Konrad. Europaverlag, Wien 1986.
- Der erste Schritt: Die Gründung der Tiroler Sozialdemokratischen Arbeiterpartei 1890. Hrsg. Renner Institut Tirol. Innsbruck 1980. Neudruck: Hrsg. Renner Institut Tirol. Innsbruck 2015 ISBN 978-3-9502541-2-9.
- Der 15. Juli 1927 in Tirol. Regionale Bürokratie und Arbeiterbewegung (= Ludwig Boltzmann Institut für Geschichte der Arbeiterbewegung. Materialien zur Arbeiterbewegung. Nr. 23). Wien 1982.
- Österreichisch-sowjetische Wissenschaftsbeziehungen (1917–1945) (= Innsbrucker Beiträge zur Kulturwissenschaft. Sonderheft 55). Innsbruck 1983.
- Studien zur Geschichte der österreichischen Rechtswissenschaft (= Rechtshistorische Reihe. 33). Frankfurt am Main 1984.
- (mit Eduard Rabofsky) Verborgene Wurzeln der NS-Justiz. Strafrechtliche Rüstung für zwei Weltkriege. Wien 1985.[8]
- (mit Günther Pallaver) Für Brot, Arbeit und Freiheit. Dokumente zur Zeitgeschichte Südtirols. Bozen 1985.[9]
- (mit Eduard Rabofsky) Studien zur Geschichte der österreichischen Wissenschaft. Wissenschaft zwischen Krieg und Frieden. Edition Fortschrittliche Wissenschaft, Wien 1987.
- (mit Eduard Rabofsky) Pflichterfüllung für oder gegen Österreich. Historische Betrachtungen zum März 1938. Wien 1988.
- (mit Eduard Rabofsky) Hans Kelsen im Kriegseinsatz der k. u. k. Wehrmacht (= Rechtshistorische Reihe. 58). Frankfurt am Main 1988.
- (mit Eduard Rabofsky) Wissenschaft in Österreich (1945–1960). Beiträge zu ihren Problemen. Frankfurt am Main 1989.
- Die Vertreter des Römischen Rechts mit deutscher Unterrichtssprache an der Karls-Universität in Prag (= Rechtshistorische Reihe. 90). Frankfurt a. M. 1991.
- (mit Peter Goller) Materialien zur Geschichte der naturhistorischen Disziplinen in Österreich. Die Botanik an der Universität Innsbruck (1860–1945), Innsbruck 1991.
- (mit Peter Goller) Richard Kuhn. Skizzen zur Karriere eines österreichischen Nobelpreisträgers, Innsbruck 1992.
- (mit Peter Goller) Über die historische Vernunft und die Zukunft der Linken. Ein Gespräch mit Manfred Buhr. Innsbruck 1992.
- (mit Eduard Rabofsky) Heinrich Lammasch (1853–1920). Innsbruck 1993.
- (mit Peter Goller) Engelbert Broda (1910–1983). Wissenschaft und Gesellschaft, hrsg. von der Zentralbibliothek für Physik in Wien, Wien 1993.
- (mit Peter Goller) Orientierung über den Balkan. Ein Gespräch mit Zoran Konstantinovic. Innsbruck 1994.
- (mit Peter Goller) Fritz Feigl (1891–1971). Notizen und Dokumente zu einer wissenschaftlichen Biographie im Gedenken an Kurt Horeischy und Hans Vollmer, Wien 1994.
- (mit Peter Goller) Geschichte der Universität Innsbruck (1669–1945) (= Rechts- und sozialwissenschaftliche Reihe. 14), Frankfurt am Main/Wien 1996.
- Eduard Rabofsky. Jurist der Arbeiterklasse. Eine politische Biographie, Innsbruck 1997.
- (mit Charles P. Enz u. Beat Glaus) Wolfgang Pauli und sein Wirken an der ETH Zürich, Zürich 1997.
- Erika Cremer (1900–1996). Ein Leben für die Chemie, Innsbruck 1998.
- Universitätszeremoniell. Ein Biotop des Zeitgeistes, Wien 1999.
- (mit Peter Goller) Die medizinische Fakultät Innsbruck. Faschistische Realität (1938) und Kontinuität unter postfaschistischen Bedingungen (1945). Eine Dokumentation, Innsbruck 1999.
- Franz Huter. Soldat und Historiker Tirols, Innsbruck 1999.[10]
- (mit Peter Goller) Emmerich Übleis (1912–1942). Kommunistischer Student an der Universität Innsbruck – Antifaschist – Spanienkämpfer – Sowjetpartisan, Innsbruck 2000.
- Leopold Ružička. Schweizer Chemiker und Humanist aus Altösterreich. Für Samuel Mitja Rapoport, Innsbruck/Wien 2001.
- (mit Peter Goller) Universität Innsbruck. Entnazifizierung und Rehabilitation von Nazikadern (1945–1950), Innsbruck 2003.
- (mit Hermann Klenner) Arthur Baumgarten. Rechtsphilosoph und Kommunist, Innsbruck 2003.[11]
- (mit Peter Goller) Österreichische Grundrechtsreform. Die Protokolle des Expertenkollegiums für Probleme der Grund- und Freiheitsrechte (1862–1965). Unter Mitarbeit von Hans R. Klecatsky, Frankfurt a. M. 2003.
- (mit Peter Goller) Grundrechtskatalog für Österreich? Historisch-politische Anmerkungen zur österreichischen Grundrechtsreform (1962–1965), Frankfurt am Main 2004.
- Käthe Spiegel. Aus dem Leben einer altösterreichischen Historikerin und Frauenrechtlerin in Prag, Innsbruck/Wien/Bozen 2005. Film von Gudrun Gruber mit Gerhard Oberkofler: http://gudrungruber.com/de/prag.html.
- Ferdinand Cap und Otto Hittmair. Aus den Pionierjahren der Innsbrucker Theoretischen Physik, Innsbruck/Wien/Bozen 2006.
- Samuel Steinherz (1857–1942). Biographische Skizze über einen altösterreichischen Juden in Prag, Innsbruck/Wien/Bozen 2008.[12]
- Nikolaus Grass: einige wissenschaftshistorische Miniaturen aus Briefen und seine Korrespondenz mit dem Prager Juden Guido Kisch, Innsbruck/Wien/Bozen 2008.
- Thomas Schönfeld (1923–2008). Österreichischer Naturwissenschaftler und Friedenskämpfer, Innsbruck/Wien/Bozen 2010.
- Georg Fuchs. Ein Wiener Volksarzt im Kampf gegen den Imperialismus. Innsbruck/Wien/Bozen 2011.
- Gesammelte Studien (hrsg. von Manfred Mugrauer), Wien 2011.
- Ludwig Spiegel und Kleo Pleyer. Deutsche Misere in der Biografie zweier sudetendeutscher Intellektueller, Innsbruck/Wien/Bozen 2012.
- (mit Manfred Mugrauer) Georg Knepler. Musikwissenschaftler und marxistischer Denker aus Wien, Innsbruck/Wien/Bozen 2014.
- Konrad Farner. Vom Denken und Handeln des Schweizer Marxisten, Innsbruck/Wien 2015.[13]
- Friedensbewegung und Befreiungstheologie. Marxistische Fragmente zum Gedenken an den Friedenskämpfer Daniel Berrigan SJ (* 9. Mai 1921 in Virginia, Minnesota, † 30. April 2016 in New York City, New York). Berlin 2016.[14]
- Vatikanideologie und Marxismus. Texte über Aspekte einer historischen Konfrontation. Innsbruck/Wien/Bozen 2017.
- Geben befreiungstheologische Positionen von Papst Franziskus zur Hoffnung Anlass? Berlin 2018.
- mit Manfred Stern: Leo (Jonas Leib) Stern. Ein Leben für Solidarität, Freiheit und Frieden. Studienverlag, Innsbruck/Wien/Bozen 2019, ISBN 978-3-7065-5973-7.
- Arnold Reisberg. Jüdischer Revolutionär aus dem Königreich Galizien. Eingeleitet von Hermann Klenner, Studienverlag, Innsbruck/Wien/Vozen 2020, ISBN 978-3-7065-6090-0.
- Christ und Marxist. Miszellen zu einem Dialog. Mit einem Vorwort von Helga E. Hörz und Herbert Hörz. trafo Wissenschaftsverlag, Berlin 2021, ISBN 978-3-86464-085-8.
- Eva Priester. Eine jüdische Frau im Kampf für eine gerechte Menschheit. Mit Originaltexten aus ihrem poetischen und essayistischen Werk. Studien Verlag, Innsbruck/Wien/Bozen 2022, ISBN 978-3-7065-6229-4.
- Mit Geduld auf dem Weg bleiben. Essays. Vorwort von P. Georg Sporschill SJ. trafo Verlag, Berlin 2022, ISBN 978-3-86464-246-3.
- Österreichs Spitzendiplomatie vor Ort. Das Beispiel Chile 1973. Gewidmet dem 50. Jahrestag des Sturzes der Regierung Allende. trafo Verlag, Berlin 2023, ISBN 978-3-86464-257-9.
- Mit dem österreichischen jüdischen Marxisten Bruno Frei unterwegs im 20. Jahrhundert. trafo Verlag Berlin 2024, ISBN 978-3-86464-259-3.
- Geschichten zu Krieg und Frieden in unserer Welt. 15 Essays. trafo Literaturverlag Berlin 2025, ISBN 978-3-86465-198-4.

### Herausgeberschaft
- (mit Eleonore Zlabinger) Ost-West-Begegnung in Österreich. Festschrift für Eduard Winter zum 80. Geburtstag. Wien/Köln/Graz 1974.
- (mit Johann Holzner) Ausbruch aus der Provinz. Adolf Pichler – Alois Brandl. Briefwechsel (1876–1900) (= Innsbrucker Beiträge zur Kulturwissenschaft. Germanistische Reihe. 16), Innsbruck 1983.
- (unter Mitwirkung von Hermann M. Ölberg, hrsg. und eingeleitet) Dokumente zur Geschichte der indogermanischen und allgemeinen Sprachwissenschaft sowie der altindischen Geschichte (Philologie) und Altertumskunde an der Universität Innsbruck. von den Anfängen (1861) bis 1945 (= Forschungen zur Innsbrucker Universitätsgeschichte. 12). Innsbruck 1984.
- (unter Mitarbeit von Peter Goller) Franz Brentano: Briefe an Carl Stumpf (lebte 1848–1936). Graz 1989.
- (mit Wolfgang Maßl, Alfred Noll) Eduard Rabofsky: Wider die Restauration im Recht. Ausgewählte Artikel und Aufsätze. Wien 1991.
- (mit Peter Goller) Erwin Schrödinger: Briefe und Dokumente aus Zürich, Wien und Innsbruck. Eingeleitet und kommentiert. Herausgegeben von der Zentralbibliothek für Physik in Wien. Innsbruck 1992.
- Eduard Winter: Erinnerungen. Frankfurt a. M. 1994.
- (mit Peter Goller) Alfons Huber: Briefe (1859–1898). Innsbruck/Wien 1995.
- (mit Johann J. Hagen, Wolfgang Maßl, Alfred J. Noll) querela iuris. Gedächtnisschrift für Eduard Rabofsky (1911–1994). Wien/New York 1996.